# 灰青筍螺
灰青筍螺（学名：Terebra livida）为筍螺科?筍螺屬下的一个种。